# Alfa Romeo Junior
L'Alfa Romeo Junior, inizialmente presentata come Alfa Romeo Milano, è un'autovettura prodotta dalla casa automobilistica italiana Alfa Romeo dal 2024.

## Contesto
Già alla fine del 2020 (e poi confermato a fine 2021), nei piani della casa di Arese era stata prospettata l'idea di produrre in Polonia un subcompact crossover SUV di segmento B su base PSA, insieme con due modelli marchiati Jeep e Fiat.
Anticipata ufficiosamente dalla stampa specializzata a fine 2023 con il nome "Brennero" (in riferimento all'omonimo passo, seguendo per i SUV la nomenclatura dei passi alpini già usata in Alfa Romeo per Stelvio e Tonale), il 14 dicembre 2023 viene confermata ufficialmente con il nome "Milano", in riferimento alla città dove è stato fondato il marchio nel 1910; in precedenza, questo nome era già stato adoperato sul mercato nordamericano per commercializzare nel 1986 la 75 oltreché, informalmente, sul finire degli anni 2000 durante la fase di sviluppo della futura Giulietta.
La Junior è un B-SUV (o baby SUV) destinato principalmente al mercato europeo, andando a posizionarsi in listino sotto la Tonale. Si tratta della prima vettura di segmento B del marchio dal 2018, ovvero dall'uscita della MiTo dai listini. È il primo modello realizzato su base PSA, nonché la prima a essere prodotta fuori dall'Italia, precisamente a Tychy, in Polonia.
La versione elettrica è la prima vettura di serie in assoluto del marchio ad adottare tale tipologia di propulsore. Disponibile inizialmente nelle versioni sia elettrica che ibrida (con solo propulsori endotermici elettrificati), la Junior è stata anticipata dapprima dalla diffusione di alcuni dati tecnici e immagini dei muletti nel gennaio 2024, per poi essere presentata il successivo 10 aprile in un evento stampa tenutosi a Milano.

### Il cambio di nome daMilanoaJunior
Già all'annuncio del nome "Milano" nel dicembre 2023, questo era stato oggetto di contestazione negli ambienti politici milanesi, in una fase in cui il capoluogo lombardo stava sposando sempre più la mobilità sostenibile.
Nei giorni successivi alla presentazione ufficiale, il nome "Milano" è stato ulteriormente oggetto di critiche, stavolta a carattere nazionale, da parte del ministro delle imprese e del made in Italy, Adolfo Urso, poiché esso avrebbe potuto indurre in errore l'acquirente circa un'auto assemblata in Polonia e violare così, a suo avviso, la normativa sull'Italian sounding; ossia l'insieme di leggi a contrasto dell'uso ingannevole di riferimenti geografici o marchi commerciali che evocano il made in Italy ma applicati, in realtà, a beni di produzione estera.

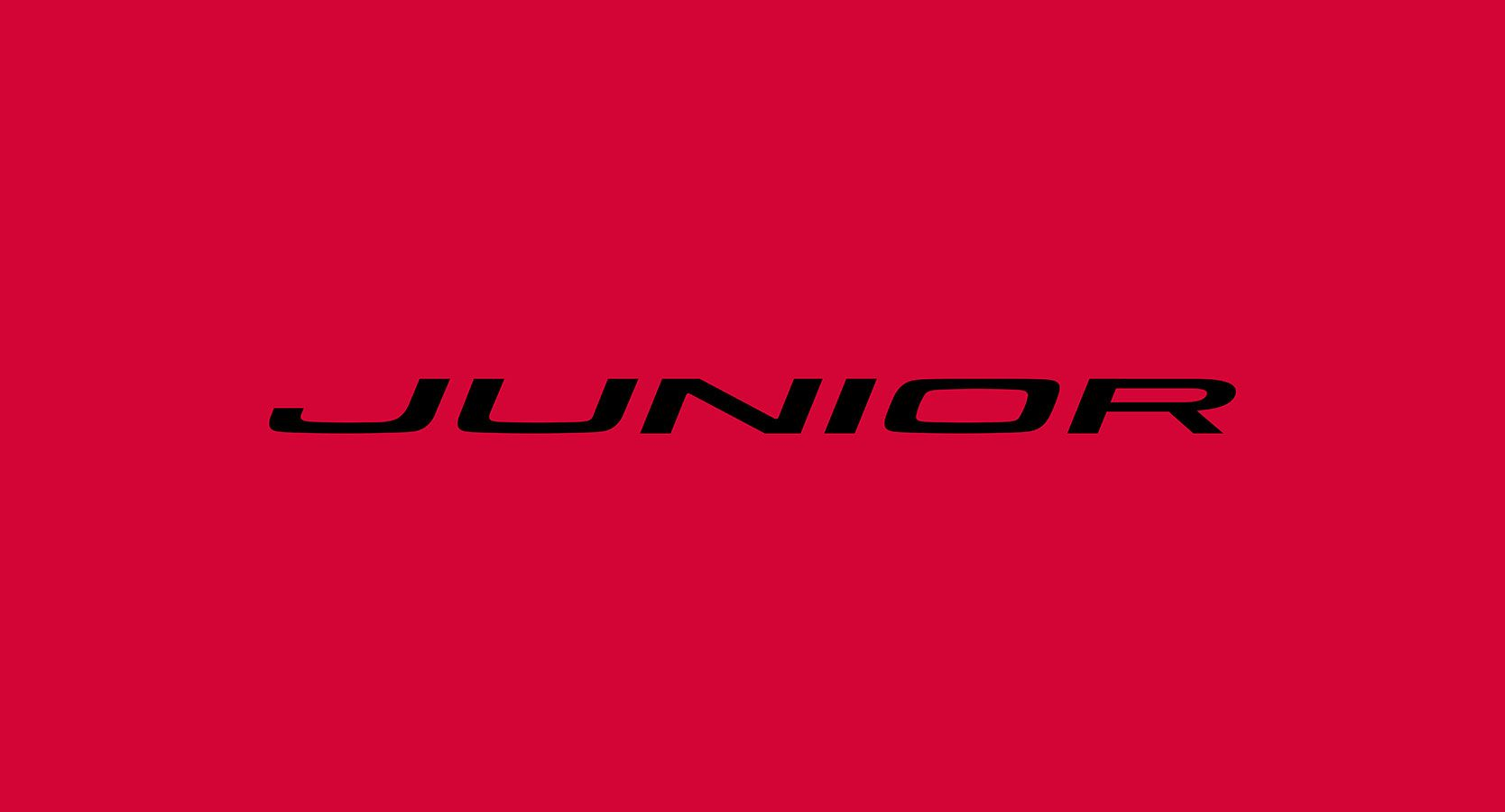
Logotipo Junior

Nell'immediato, l'interpretazione di Urso viene rigettata dall'amministratore delegato di Stellantis, Carlos Tavares, il quale sottolinea come la progettazione e l'ingegnerizzazione dell'auto avvenga in Italia, col solo assemblaggio demandato all'estero; lo stesso fanno alcuni giuristi interpellati dagli organi di stampa, che reputano non pertinente il riferimento all'Italian sounding in generale per un'auto, essendo un prodotto che non può vantare un'indicazione geografica protetta o tipica, e nello specifico per la Milano, assemblata all'estero ma da una multinazionale in parte italiana qual è Stellantis.
Ciò nonostante, e pur rimarcando di non ravvisarne gli estremi, il 15 aprile 2024 Alfa Romeo ha optato per il cambio di nome dell'auto in Junior; anche questo si rifà alla tradizione di Arese, essendo stato usato in primis per la GT 1300 Junior del 1966 e, nella seconda metà degli anni 2000, per appellare ufficiosamente il progetto che prefigurava la MiTo.

## Descrizione
Disponibile al lancio sia con motorizzazione elettrica che termica, è costruita sulla piattaforma PSA CMP sviluppata da PSA e condivisa con Peugeot 2008 II, Opel Mokka B, DS 3 Crossback, Fiat 600, Jeep Avenger e Lancia Ypsilon III, da cui riprende alcuni elementi meccanici: le motorizzazioni a motore trasversale/anteriore e tra di essi lo schema sospensivo, che è del tipo MacPherson all'avantreno e a ruote interconnesse con ponte torcente al retrotreno. La Junior, però, si differenzia per la diversa e specifica taratura dell'assetto e per modifiche allo sterzo onde renderlo più diretto.

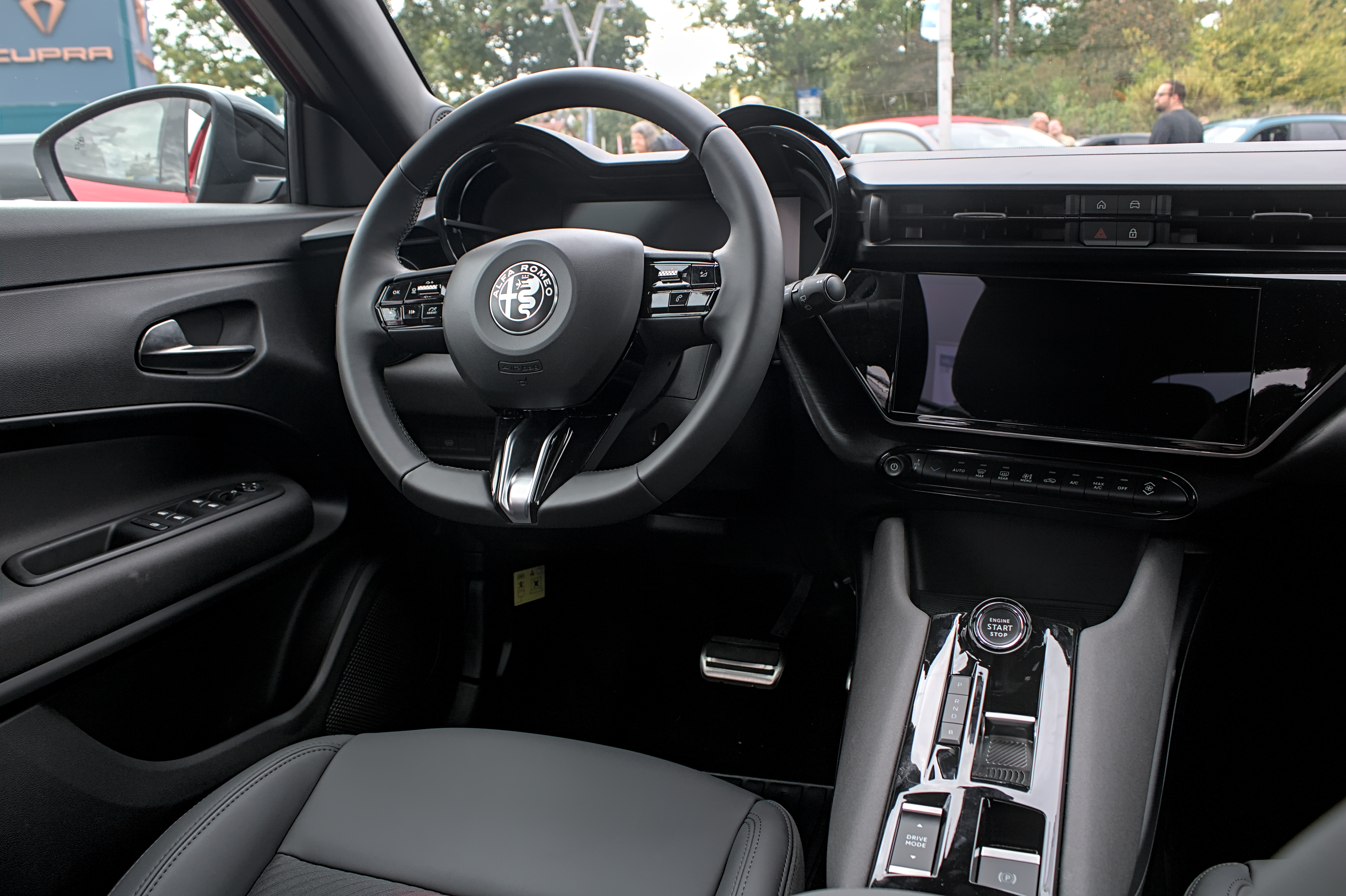
Interni

La versione elettrica è dotata di un motore anteriore da 400 V prodotto dalla Emotors (realizzato in Francia nei siti di Trémery-Metz dalla joint venture tra Stellantis e Nidec Leroy-Somer), che produce 156 CV (115 kW) e 260 N⋅m di coppia, abbinato a una batteria agli ioni di litio da 54 kWh lordi (51 kWh netti, dal peso di 340 kg e costituito da 17 moduli con 102 celle), che offre un'autonomia stimata secondo il ciclo di omologazione WLTP fino a 410 km su percorso misto. Da una colonnina a 100 kW in corrente continua servono 30 minuti per passare dal 20 all'80% della carica, mentre con quella da 11 kW o da una Wallbox servono circa 4 ore e mezza. Inoltre è disponibile anche un altro motore elettrico più potente – inizialmente stimato in 240 CV ma poi ufficializzato in 280 –, riservato alla versione Veloce, la quale aggiunge: sospensioni ribassate di 250 mm, diverse barre antirollio, un differenziale autobloccante meccanico Torsen, un impianto frenante con dischi maggiorati anteriori di 380 mm di diametro e pinze a quattro pistoncini. 
La versione ibrida leggera è equipaggiata con un propulsore di nuova generazione benzina/elettrico da 1.2 litri Hybrid Turbo, denominato T Gen-3, un motore in linea a tre cilindri – prima Alfa Romeo ad adottare tale motorizzazione – con il turbocompressore a geometria variabile e la distribuzione a catena, da 136 CV e una coppia di 230 Nm abbinato a un motore elettrico da 29 CV e 55 N⋅m integrato nel cambio automatico a doppia frizione a 6 marce, destinato alla versione a trazione anteriore. Una seconda variante ibrida con trazione integrale Q4, è dotata di invece di un secondo motore elettrico da 41 cavalli montato sull'asse posteriore.

## Motorizzazioni
| Versione                    | Disponibilità | Motore                | Cilindrata cm³ | Potenza kW (CV)/rpm | Coppia max Nm/rpm | Trazione  | Cambio/Nº rapporti             | Emissioni CO2 (g/km) | 0–100 km/h (secondi) | Velocità max (km/h) | Consumo medio (ciclo WLTP) | Consumo medio (ciclo WLTP) | Peso (kg) | Standard emissioni |
| Versione                    | Disponibilità | Motore                | Cilindrata cm³ | Potenza kW (CV)/rpm | Coppia max Nm/rpm | Trazione  | Cambio/Nº rapporti             | Emissioni CO2 (g/km) | 0–100 km/h (secondi) | Velocità max (km/h) | l/100 km                   | kW/100 km                  | Peso (kg) | Standard emissioni |
| --------------------------- | ------------- | --------------------- | -------------- | ------------------- | ----------------- | --------- | ------------------------------ | -------------------- | -------------------- | ------------------- | -------------------------- | -------------------------- | --------- | ------------------ |
| 1.2 Turbo Hybrid T Gen-3    | dal 04/2024   | Benzina R3            | 1199           | 100 (136)/5750      | 230/1500          | Anteriore | Automatico a doppia frizione/6 | 110 - 109            | 8,9                  | 206                 | 4,8-4,9                    | —                          | 1380      | Euro 6E            |
| 1.2 Ibrida Speciale T Gen-3 | dal 04/2024   | Benzina R3            | 1199           | 100 (136)/5750      | 230/1500          | Anteriore | Automatico a doppia frizione/6 | 110 - 109            | 8,9                  | 206                 | 5,3                        | —                          | 1380      | Euro 6E            |
| 1.2 Ibrida Q4               | dal 01/2025   | Benzina R3            | 1199           | 107 (145)/5750      | 230/1500          | Integrale | Automatico a doppia frizione/6 | 119                  | 9,1                  | 200                 | —                          | —                          | 1575      | Euro 6Ebis         |
| Elettrica                   | dal 04/2024   | Elettrico Emotors M3  | —              | 115 (156)/-         | 260/-             | Anteriore | Riduttore                      | —                    | 9                    | 150                 | —                          | 15,2                       | 1620      | Euro 6E            |
| Elettrica Speciale          | dal 04/2024   | Elettrico Emotors M3  | —              | 115 (156)/-         | 260/-             | Anteriore | Riduttore                      | —                    | 9                    | 150                 | —                          | 15                         | 1620      | Euro 6E            |
| Elettrica 280 Veloce        | dal 10/2024   | Elettrico Emotors M4+ | —              | 207 (280)/-         | 345/-             | Anteriore | Riduttore                      | —                    | 5,9                  | 200                 | —                          | 18,6                       | 1635      | Euro 6E            |